# بروس باور
بروس باور (بالإنجليزية: Bruce Bawer)‏ (من مواليد 31 أكتوبر 1956 في مدينة نيويورك) كاتب ناقد أدبي، وشاعر أميركي، يتركز عمله بشكل رئيسي على الانتقادات والقضايا المتصلة الإسلام.

## الحياة الشخصية
تحصل بروس على شهادة بكالوريوس، ماجستير، ودكتوراه في اللغة الإنجليزية من جامعة ولاية نيويورك في ستوني بروك، حيث كان يدرس أيضا دورات في الأدب والتشكيل.
انتقل من نيويورك إلى أمستردام في عام 1998، حيث كان يشعر انه يمكن أن يعيش أفضل كرجل مثلي الجنس في مجتمع أكثر تحررا. انتقل بعد ذلك إلى أوسلو في عام 1999، ترجمت العديد من الكتب من اللغة النرويجية إلى الإنكليزية. وهو يعيش حاليا مع شريكه في أوسلو، النرويج.

## أعماله
ظهرت أعمال بروس باور في صحف ومجلات كبرى مثل مجلة ذا نيو ريببلبك، ذا نيشن، نيوزويك، صحيفة وال ستريت جورنال، مجلة نيو كراتينين، أمريكان اسبكتيتور، وذا هادسون ريفيو
- مكان على المنضدة دافع بروس باور في الكتاب عن ما يعتبره فلسفة سياسية معتدلة وسائدة على خلاف مع مثلي الجنس
- سرقة السيد المسيح انتقد بروس باور فيه الإنجيل نقدًا حادًّا، العنصرة، وغيرها من العقد المسيحية الحديثة «إنجيل الرأسمالية».
- عندما نامت أوروبا باور يقول أن الثقافة أوروبا تدفع الثمن نتيجة سياسية تدافع وتحمي الأصولية الإسلامية التي تفترس أنظمتها الاجتماعية الليبرالية. باور يقول إن الإسلاميين استخدام منح الرعاية الاجتماعية والدينية لتمويل المساجد المتطرفة ويدعمون الأئمة أصحاب الماضي العنيف. منذ أن أقررت في الدول الغربية، باور يتحفظ ويتجنب التكامل مع الإسلاميين وأن الحل الوحيد لديهم تطبيق الشريعة الإسلامية، التي تسمح بإساءة معاملة النساء، ومثليين جنسياً واليهود وغير المسلمين. متفادين النظم القانونية في الدول المضيفة لهم.استنتج باور على أن ارتفاع معدلات المواليد المسلمين و«رفضهم» الاندماج سيسمح لهم بالهيمنة على المجتمع الأوروبي في غضون 30 سنوات، وأن السبيل الوحيد لتجنب مثل هذه الكارثة هو إلغاء التعدد الثقافات المتفشي في القارة الأوروبية.

تم ترشيح الكتاب عندما نامت أوروبا لجائزة دائرة النقد الكتاب الوطني لعام 2006 في فئة النقد، ما أثر حالة من الجدل صرح على أثرها إليوت وينبيرغر، أحد أعضاء لجنة دائرة نقاد الكتاب الوطنية، عندما قدم لائحة الترشيحات لنيل الجائزة، أن الكتاب بروس باور مثال على «التمييز العنصري في أطار نقدي». بعد ذلك، قال جون فريمان -رئيس الدائرة- «إنني ما سبق أن حصل لي مثل هذا الإحراج قبل اختياره، بالرغم من أني كنت مع بروس باور». عندما نامت أوروبا «وفيه يدعى بنصائح خطابية لهثت من النقد الفعلي إلى إسلاموفوبيا.» أعلن بروس باور أن تصريحات مثل هذه من إليوت وينبيرغر وجون فريمان لم يكن مفاجئا، كما أنه كان يتوقع الحصول على كمية كبيرة من الانتقادات من المسؤولين «سياسيا»، ردا على ذلك، صرح بأنه لم يسبق له أن أنتقد عرق بشري، إلا الإسلام كـ«عقيدة سياسية»
- كتابه الأحدث (2009 الاستسلام استرضاء الإسلام، يضحي بالحرية يصف ستيفن بولارد كتاب بروس باور (الاستسلام: استرضاء الإسلام، يضحي بالحرية 2009) بأنه يمهد الطريق لبديل حضارة أوربية غير مطعمة بالثقافة الإسلامية.

## وصلات خارجية
- Bruce Bawer Homepage
- While Europe Sneered, City Journal online, 1-5-2010 نسخة محفوظة 10 يناير 2010 على موقع واي باك مشين.